# Sizerin
Taxons concernés
Plusieurs espèces du genre
- Acanthismodifier

Sizerin est le nom donné à plusieurs espèces différentes de passereaux du genre Acanthis.

## Espèces

### Noms normalisés
D'après la classification de référence du Congrès ornithologique international, il existe 3 sizerins :
- Acanthis hornemanni (Holboll, 1843) — Sizerin blanchâtre
- Acanthis flammea (Linnaeus, 1758) — Sizerin flammé
- Acanthis cabaret (Müller, 1776) — Sizerin cabaret

## Étymologie
Ce terme est probablement originaire du nord de la France. Il dériverait du wallon sizet ou sîze, terme qui pourrait être un emprunt au flamand siseke qui désigne par ce terme, notamment, les serins ou les espèces du genre Carduelis.